# Prvenstvo Hrvatske u hokeju na ledu 2002./03.
Prvenstvo Hrvatske u hokeju na ledu za sezonu 2002./03. je sedmi put zaredom osvojio Medveščak iz Zagreba.

## Sudionici
- INA, Sisak
- Medveščak, Zagreb
- Mladost, Zagreb
- Zagreb, Zagreb

## Ljestvica i rezultati

### Ligaški dio
| mj | klub      | ut | pob | ner | por | gol+ | gol- | bod |
| -- | --------- | -- | --- | --- | --- | ---- | ---- | --- |
| 1. | Medveščak | 8  | 7   | 1   | 0   | 73   | 21   | 15  |
| 2. | Zagreb    | 7  | 3   | 1   | 3   | 29   | 22   | 7   |
| 3. | Mladost   | 7  | 0   | 0   | 7   | 18   | 77   | 0   |

### Doigravanje
| klub1                      | serija        | klub2         | rezultati                      |
| poluzavršnica              | poluzavršnica | poluzavršnica | poluzavršnica                  |
| -------------------------- | ------------- | ------------- | ------------------------------ |
| Zagreb                     | 2-0           | Mladost       | 1:0*, 1:0                      |
| Medveščak                  | 2-0           | INA Sisak     | 25:1*, 7:1                     |
|                            |               |               |                                |
| za treće mjesto            |               |               |                                |
| Mladost                    | 3-0           | INA Sisak     | 1:0, 5:0 pf, 9:1*              |
|                            |               |               |                                |
| za prvaka                  |               |               |                                |
| Medveščak                  | 3-2           | Zagreb        | 5:2, 3:4 OT, 5:3*, 3;2 OT, 6:2 |
|                            |               |               |                                |
| * domaća utakmica za klub1 |               |               |                                |

## Hrvatski klubovi u međunarodnim natjecanjima
- Continental Cup
  - Medveščak, Zagreb
  - Zagreb, Zagreb
- Interliga
  - Medveščak, Zagreb
- Panonska liga
  - Mladost, Zagreb
  - Zagreb, Zagreb

## Poveznice i izvori
- passionhockey.com, Prvenstvo Hrvatske u hokeju na ledu 2002./03.